# Amedeo Carboni
Amedeo Carboni (* 6. April 1965 in Arezzo) ist ein ehemaliger italienischer Fußballspieler und ehemaliger Sportdirektor beim FC Valencia. Seine größten Erfolge feierte Carboni mit dem AS Rom und mit seinem letzten Klub FC Valencia.

## Karriere

### Verein
Seine fußballerische Laufbahn begann Carboni 1982 beim italienischen Zweitligisten AC Arezzo. Er wechselte 1983 zum AC Florenz, kam dort jedoch nicht zum Einsatz und kehrte wieder zu seinem Heimatklub AC Arezzo zurück. In seiner ersten Saison 1984/85 spielte er 22 Spiele und schoss auch ein Tor. In der nächsten Saison spielte er zehn Serie-A-Spiele für AS Bari. Nachdem es ihn kurz wieder in seine Heimat gezogen hatte, wechselte er 1987 schließlich zu FC Empoli und spielte dort zehn Spiele in der Serie A. In der darauffolgenden Saison 1987/88 wechselte er zum AC Parma, wo er in 28 Spielen ein Tor in der Serie B erzielte. Schon in der nächsten Saison nahm ihn Sampdoria Genua unter Vertrag und dort blieb er für zwei Jahre. Innerhalb von zwei Saisonen kam er 60 Mal in der ersten italienischen Liga zum Einsatz und erzielte zwei Tore.
1990 wurde Carboni vom AS Rom verpflichtet. Dort wurde er schon in seiner ersten Saison zum Stammspieler und absolvierte 33 Spiele. In seiner zweiten Saison in Rom hatte Carboni seine ersten internationalen Einsätze zu verzeichnen, er spielte mit seiner Mannschaft in drei Spielen des UEFA-Pokal.
Nach sieben erfolgreichen Spielzeiten bei AS Roma wechselte Carboni schließlich zum letzten Mal seinen Verein und ging nach Spanien zum FC Valencia. Dort spielt er insgesamt neun Saisons und hatte dabei einige Erfolge zu verzeichnen. Zu den größten zählen der spanische Meistertitel und der UEFA-Pokal-Sieg mit dem FC Valencia.
Am 16. Mai 2006 absolvierte Carboni mit 41 Jahren, einem Monat und zehn Tagen als ältester Spieler, der jemals in der spanischen Primera División auf dem Platz stand, ein Meisterschaftsspiel gegen CA Osasuna. Er spielte das komplette Spiel durch und übertraf somit den bisherigen Rekord von Donato Gama da Silva, der 2003 seine Karriere beendete. Mit dem Sieg im UEFA Super Cup ist Carboni auch der älteste Spieler, der jemals einen europäischen Vereinswettbewerb gewonnen hat.

### Nationalmannschaft
Carboni absolvierte insgesamt 18 Spiele für die italienische Nationalmannschaft. Er nahm unter anderem mit Italien bei der EM 1996 teil (2 Einsätze).

### Manager
Mit Ende der Saison 2005/06 beendete Carboni seine Karriere als Profifußballer und wurde beim spanischen Klub FC Valencia Sportdirektor.
Im Juni 2007 wurde er wegen interner Streitigkeiten in Valencia entlassen.

## Erfolge
- Italienischer Pokalsieger: 1989, 1991
- Spanischer Meister: 2002, 2004
- Spanischer Pokalsieger: 1999
- Spanischer Supercup: 1999
- Europapokal der Pokalsieger: 1990, Finalist: 1989
- UEFA-Champions-League-Finalist: 2000, 2001
- UEFA-Pokal: 2004, Finalist: 1991
- UEFA Super Cup: 2004
- UI-Cup: 1998